# Uniwersytet w San Marino
Uniwersytet w San Marino (wł. Università degli Studi della Repubblica di San Marino) – jedna z trzech uczelni w San Marino, obok Międzynarodowej Akademii Nauk San Marino i Politechniki.

## Wydziały
Uniwersytet w San Marino posiada sześć wydziałów:
- Wydział Biomedyczny
- Wydział Komunikacji
- Wydział Ekonomii i Technologii
- Wydział Pedagogiki
- Wydział Historii
- Wydział Prawa

## Biblioteka
Uniwersytet posiada także bibliotekę liczącą ponad 30 000 woluminów, w tym 11 inkunabułów. Wszystkie książki są dostępne w postaci cyfrowej.